# Müntschemier
Müntschemier, appelée en français Monsmier, est une commune suisse du canton de Berne, située dans l'arrondissement administratif du Seeland.

Photo aérienne (1954)

## Transport
- Sur la ligne ferroviaire Berne-Neuchâtel